# (2052) Tamriko
(2052) Tamriko es un asteroide que forma parte del cinturón de asteroides y fue descubierto el 24 de octubre de 1976 por Richard Martin West desde el Observatorio de La Silla, Chile.

## Designación y nombre
Tamriko recibió al principio la designación de 1976 UN.
Posteriormente  se nombró en honor de Tamara West, esposa del descubridor.

## Características orbitales
Tamriko está situado a una distancia media de 3,006 ua del Sol, pudiendo alejarse hasta 3,262 ua y acercarse hasta 2,749 ua. Tiene una excentricidad de 0,08527 y una inclinación orbital de 9,502°. Emplea en completar una órbita alrededor del Sol 1903 días.